# Grevillea baileyana
Espèce
Classification phylogénétique
Grevillea baileyana est une espèce de plante à fleurs de la famille des Proteaceae. Elle est originaire du Queensland en Australie et de Nouvelle-Guinée.
C'est un arbre de 7 à 10m de haut, exceptionnellement 30m que l'on trouve sur la côte est de la péninsule du cap York au nord d'Ingham. Les feuilles sont grandes, simples, ovales, d'un vert brillant. Les fleurs blanches sont en grappes.